# 브라이언 앤 찰스
브라이언 앤 찰스(BRIAN AND CHARLES)는 영국에서 제작된 짐 아처 감독의 2021년 코미디, SF 영화이다.

## 목소리 출연
- 데이비드 얼
- 크리스 헤이워드
- 루이즈 브릴리